# 6e étape du Tour d'Espagne 2011
La 6e étape du Tour d'Espagne 2011 s'est déroulée le jeudi 25 août 2011. Úbeda est la ville de départ et Cordoue est la ville d'arrivée. Il s'agit d'une étape vallonnée sur 185,7 kilomètres.
La victoire revient au Slovaque Peter Sagan (Liquigas-Cannondale), devant l'Espagnol Pablo Lastras (Movistar) et l'Italien Valerio Agnoli (Liquigas-Cannondale). Le Français Sylvain Chavanel conserve son maillot rouge de leader pour la troisième journée consécutive.

## Profil de l'étape
Les coureurs passent dans la capitale de la province de Cordoue avant d'y revenir pour l'arrivée. Cette dernière est précédée d'une montée, l'Alto de San Jerónimo.

## La course
Dans la descente finale Peter Sagan étire le peloton avant de provoquer des cassures à quelques kilomètres de l'arrivée. Un groupe de cinq coureurs parvient à se détacher. Il est composé de Pablo Lastras (Movistar) et de quatre membres de Liquigas-Cannondale, dont Peter Sagan et leur leader Vincenzo Nibali, alors à seulement 33 secondes de Sylvain Chavanel au classement général. Sagan remporte sa première victoire d'étape sur un grand tour en devançant Lastras au sprint. Piégé, Chavanel termine dans le deuxième groupe 17 secondes plus tard et réussit à sauver son maillot rouge.

## Classement de l'étape
|    | Coureur           | Pays      | Équipe              | Temps | Temps           |
| -- | ----------------- | --------- | ------------------- | ----- | --------------- |
| 1  | Peter Sagan       | Slovaquie | Liquigas-Cannondale | en    | 4 h 38 min 22 s |
| 2  | Pablo Lastras     | Espagne   | Movistar            | +     | 0 s             |
| 3  | Valerio Agnoli    | Italie    | Liquigas-Cannondale |       | 0 s             |
| 4  | Vincenzo Nibali   | Italie    | Liquigas-Cannondale |       | 0 s             |
| 5  | Eros Capecchi     | Italie    | Liquigas-Cannondale |       | 3 s             |
| 6  | Jakob Fuglsang    | Danemark  | Team Leopard-Trek   |       | 17 s            |
| 7  | Joaquim Rodríguez | Espagne   | Team Katusha        |       | 17 s            |
| 8  | Marzio Bruseghin  | Italie    | Movistar            |       | 17 s            |
| 9  | David Moncoutié   | France    | Cofidis             |       | 17 s            |
| 10 | Sylvain Chavanel  | France    | Quick Step          |       | 17 s            |

## Classement général
|    | Coureur               | Pays     | Équipe              |    | Temps            |
| -- | --------------------- | -------- | ------------------- | -- | ---------------- |
| 1  | Sylvain Chavanel      | France   | Quick Step          | en | 22 h 41 min 13 s |
| 2  | Daniel Moreno         | Espagne  | Team Katusha        | +  | 15 s             |
| 3  | Vincenzo Nibali       | Italie   | Liquigas-Cannondale |    | 16 s             |
| 4  | Joaquim Rodríguez     | Espagne  | Team Katusha        |    | 23 s             |
| 5  | Jakob Fuglsang        | Danemark | Team Leopard-Trek   |    | 25 s             |
| 6  | Fredrik Kessiakoff    | Suède    | Astana              |    | 41 s             |
| 7  | Maxime Monfort        | Belgique | Team Leopard-Trek   |    | 44 s             |
| 8  | Jurgen Van den Broeck | Belgique | Omega Pharma-Lotto  |    | 49 s             |
| 9  | Sergio Pardilla       | Espagne  | Movistar            |    | 49 s             |
| 10 | Marzio Bruseghin      | Italie   | Movistar            |    | 52 s             |

## Classements annexes

### Classement par points
|   | Cycliste          | Pays    | Équipe       | Points |
| - | ----------------- | ------- | ------------ | ------ |
| 1 | Joaquim Rodríguez | Espagne | Team Katusha | 48     |
| 2 | Pablo Lastras     | Espagne | Movistar     | 48     |
| 3 | Daniel Moreno     | Espagne | Team Katusha | 41     |

### Classement du meilleur grimpeur
|   | Cycliste             | Pays     | Équipe            | Points |
| - | -------------------- | -------- | ----------------- | ------ |
| 1 | Daniel Moreno        | Espagne  | Team Katusha      | 20     |
| 2 | Chris Anker Sørensen | Danemark | Saxo Bank-SunGard | 15     |
| 3 | Koen de Kort         | Pays-Bas | Skil-Shimano      | 13     |

### Classement du combiné
|   | Cycliste          | Pays    | Équipe       | Points |
| - | ----------------- | ------- | ------------ | ------ |
| 1 | Daniel Moreno     | Espagne | Team Katusha | 6      |
| 2 | Joaquim Rodríguez | Espagne | Team Katusha | 11     |
| 3 | Sylvain Chavanel  | France  | Quick Step   | 19     |

### Classement par équipes
|   | Équipe          | Pays       | Temps | Temps           |
| - | --------------- | ---------- | ----- | --------------- |
| 1 | Team RadioShack | États-Unis | en    | 67 h 32 min 9 s |
| 2 | Rabobank        | Pays-Bas   | +     | 47 s            |
| 3 | Team Katusha    | Russie     |       | 2 min 22 s      |

## Abandons
- Matti Breschel (Rabobank) : abandon
- Nicolas Vogondy (Cofidis) : abandon
- Kurt Asle Arvesen (Team Sky) : abandon
- Johann Tschopp (BMC Racing Team) : abandon